# Nepeta bornmuelleri
Nepeta bornmuelleri là một loài thực vật có hoa trong họ Hoa môi. Loài này được Hausskn. ex Bornm. mô tả khoa học đầu tiên năm 1899.